# ヘンリー・ハワード (第10代サフォーク伯爵)
第10代サフォーク伯爵ヘンリー・ハワード（英語: Henry Howard, 10th Earl of Suffolk、1707年1月1日 – 1745年4月22日）は、グレートブリテン王国の貴族、政治家。1727年から1733年まで庶民院議員を務め、1733年に爵位を継承した。1731年から1733年までウォールデン卿の儀礼称号を使用した。

## 生涯
第9代サフォーク伯爵チャールズ・ハワードとヘンリエッタ・ホバートの一人息子として、1707年1月1日に生まれた。ケンブリッジ大学モードリン・カレッジで教育を受けたとされる。母が王太子ジョージ（後のグレートブリテン国王ジョージ2世）の愛人になるとほとんど会わなくなり、父によって育てられた。
1728年にベア・アルストン選挙区の庶民院議員になり、1733年に父の死去に伴い爵位を継承するまで一貫して野党の一員として投票した。1735年から1745年までサフロン・ウォールデン市裁判所判事を務めた。
1745年4月22日にオードリー・エンドで死去、ウォールデンで埋葬された。遠戚の第4代バークシャー伯爵ヘンリー・ハワードが爵位を継承した。

## 家族
1735年5月13日、サラ・インウェン（トマス・インウェンの一人娘）と結婚したが、2人の間に子供はいなかった。サラが父の遺産を相続したことで、サフォーク伯爵はオードリー・エンドに残っていたローンを償還した。サフォーク伯爵の死後、サラは第7代フォークランド子爵ルーシャス・ケアリーと再婚した。